# Fec festival

El FEC Festival (Festival Europeu de Curtmetratges) és un festival de cinema dedicat a curtmetratges europeus contemporanis de ficció, l'únic d'aquestes característiques en tot Catalunya.

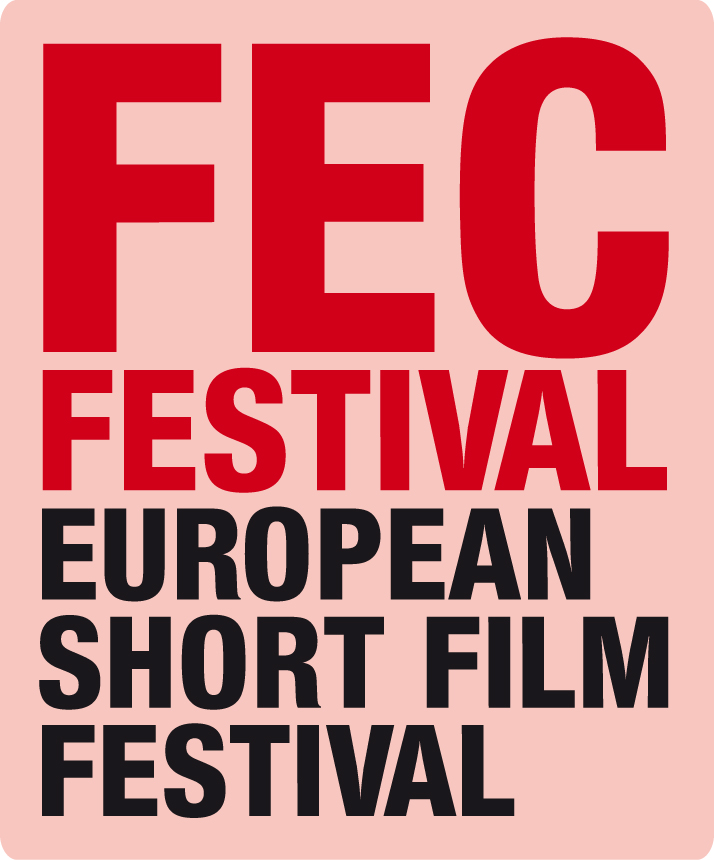
En aquesta imatge es pot veure la versió en vertical del logotip del FEC Festival

El seu format es divideix en diversos apartats: un amb vessant competitiva que agrupa curts que provenen de qualsevol país europeu, mentre que la resta de seccions consisteixen en un conjunt d’activitats paral·leles a la competició (seminaris, exposicions, tallers, projeccions...). Aquest festival, a part de mostrar anualment els curts de més qualitat provinents de tot Europa, resulta un espai de trobada entre directors (una gran part dels quals hi van per presentar les produccions que tenen a concurs), espectadors i estudiants de cinema.
Un jurat europeu de qualitat, provinent del món del cinema, de les arts o de la cultura, atorguen una notable atenció a la qualitat artística i autoral dels films, fent del FEC un festival únic en el context de festivals de cinema.
A part d’això, el FEC Festival també és una referència per l'Academia de las Artes y las Ciencias Cinematográficas de España, ja que es considera un dels festivals a partir del qual es realitza la preselecció dels candidats pels premis GOYA al millor curtmetratge.

## Estructura i organització del festival
A continuació, es mostra un seguit d'informacions i dades concretes sobre aquest festival de cinema que poden resultar de gran utilitat.

### Dades tècniques
En aquesta graella es mostra una fitxa tècnica sobre el festival i les seves dades d'interès.
| Lloc                | Reus (Teatre Bartrina, Teatre Bravium i Centre d'Art Cal Massó) |
| Dates               | Finals de març |
| Inscripcions        | Anualment s'hi inscriuen 3000 curtmetratges |
| Països participants | Hi participen més de 40 països europeus |
| Nombre d'assistents | 7500 (entre totes les activitats programades) |
| Projeccions         | Més de 120 curtmetratges (24 en competició i uns 100 més en seccions paral·leles) |
| Jurat               | Jurat Europeu: 5 membres (representants del cinema o la cultura) Jurat Premi al millor curtmetratge català: 3 membres (representants del cinema o la cultura) Jurat Microfilms: 3 membres (representants del cinema o la cultura local) |
| Premis              | 8500 euros en Premis |

### Qui el fa possible?
Tant els organitzadors, com els col·laboradors i els patrocinis permeten que el FEC Festival segueixi endavant (veure xarxa de col·laboradors).

### Dades històriques del FEC Festival
- - 1998: any en què s'inicia el FEC Festival
  - 2013: mort del director de cinema Bigas Luna, qui en cada edició del Festival concedia el seu propi guardó degut al vincle que hi tenia. En l'actualitat es segueix concedint el Premi Bigas Luna a la millor historia al FEC Festival[3]
  - 2005: El FEC Festival comença a formar part de la Coordinadora de Festivals de Cinema i Vídeo de Catalunya (CI&VI).